# 布拖县
布拖县（羅馬化：bux te xiep）是中国四川省凉山彝族自治州所辖的一个县。总面积1685平方公里，常住人口185553人（2020年11月1日第七次人口普查）。
彝文全称“基腊布拖”（羅馬化：Njitla Buxte），意为“阿基氏族最早到来的一片有无数刺猬的原始松树林”。

## 行政区划
布拖县辖8个镇，4个乡：
特木里镇、龙潭镇、拖觉镇、九都镇、乐安镇、俄里坪镇、地洛镇、牛角湾镇、补尔乡、拉果乡、委只洛乡和基只乡。

## 交通
- 356国道过境。